# Autorretrato en miniatura
Autorretrato en miniatura es una pequeña pintura al óleo de la pintora cremonesa Sofonisba Anguissola pintada alrededor de 1556 y montada sobre un medallón en el mismo periodo.
La opción de este pequeño formato se debió al conocimiento de las obras del famoso miniaturista Giulio Clovio.

## Descripción
La miniatura presenta un autorretrato de medio cuerpo de Sofonisba, con su acostumbrado vestido austero y oscuro y los cabellos recogidos en una trenza, arrollada alrededor de la cabeza. Con las manos sostiene un gran tondo con un complejo monograma con grandes letras inscritas que componen el nombre de su padre Amilcare: ACEILMR. Alrededor del monograma hay esta inscripción, escrita con letras capitales latinas: «SOPHONISBA ANGUSSOLA VIR(GO) IPSIUS MANU EX (S)PECULO DEPICTAM CREMONAE».
El retrato está pintado a punta de pincel en pergamino, sobre un fondo verde antiguo. La fisonomía del rostro es típica de los autorretratos de Sofonisba Anguissola joven: grandes ojos azules y saltones, boca pequeña y carnosa, peinado y vestimenta austeros propios de una joven de buena familia, que se presenta a sí misma como una virgen, instruida y bien educada. El cuello alto y abierto, a la veneciana, deja ver el blanco de la camisa.
En la dimensión mínima del camafeo, el cuerpo de la joven - espejo transparente del alma - desaparece detrás del tondo con el monograma del padre, probable destinatario de la pintura, de quien Sofonisba se siente deudora, porque le dio la posibilidad de estudiar pintura con Bernardino Campi. La virginidad, de la cual presume, estaba considerada un requisito fundamental para una mujer honesta, antes del matrimonio. La vitalidad en las manos, la dulzura y suavidad de la carnación acompañan y sustentan la trama de la relación afectiva hacia el padre y presagian una disposición hacia la introspección psicológica que será siempre una característica distintiva de Sofonisba Anguissola. Otro Autorretrato, datado en 1554, se conserva en Viena.